# Ara chloropterus
L'ara dalle ali verdi o ara rossa e verde (Ara chloropterus Gray, 1859) è un uccello della famiglia degli Psittacidi, diffuso nelle foreste del Sudamerica settentrionale. È la più comune delle grandi ara e la più grande delle specie del genere omonimo.

## Descrizione
Viene spesso scambiata per l'ara scarlatta a causa della sua colorazione prevalentemente rossa. L'ara scarlatta non presenta le linee oculari ed ha una barra gialla su entrambe le ali. Il petto dell'ara rossa e verde è rosso brillante e le penne inferiori delle ali sono verdi. Inoltre, l'ara rossa e verde presenta delle caratteristiche linee rosse intorno agli occhi, formate dalle barbule di piccole piume sullo sfondo della pelle nuda.
Nel peso è seconda solamente all'ara giacinto, il più grande uccello della famiglia delle ara. L'apertura alare dell'ara dalle ali verdi può raggiungere i 124 cm e la lunghezza totale del corpo i 99. Un adulto in salute pesa tra i 1250 e i 1700 grammi.

## Biologia

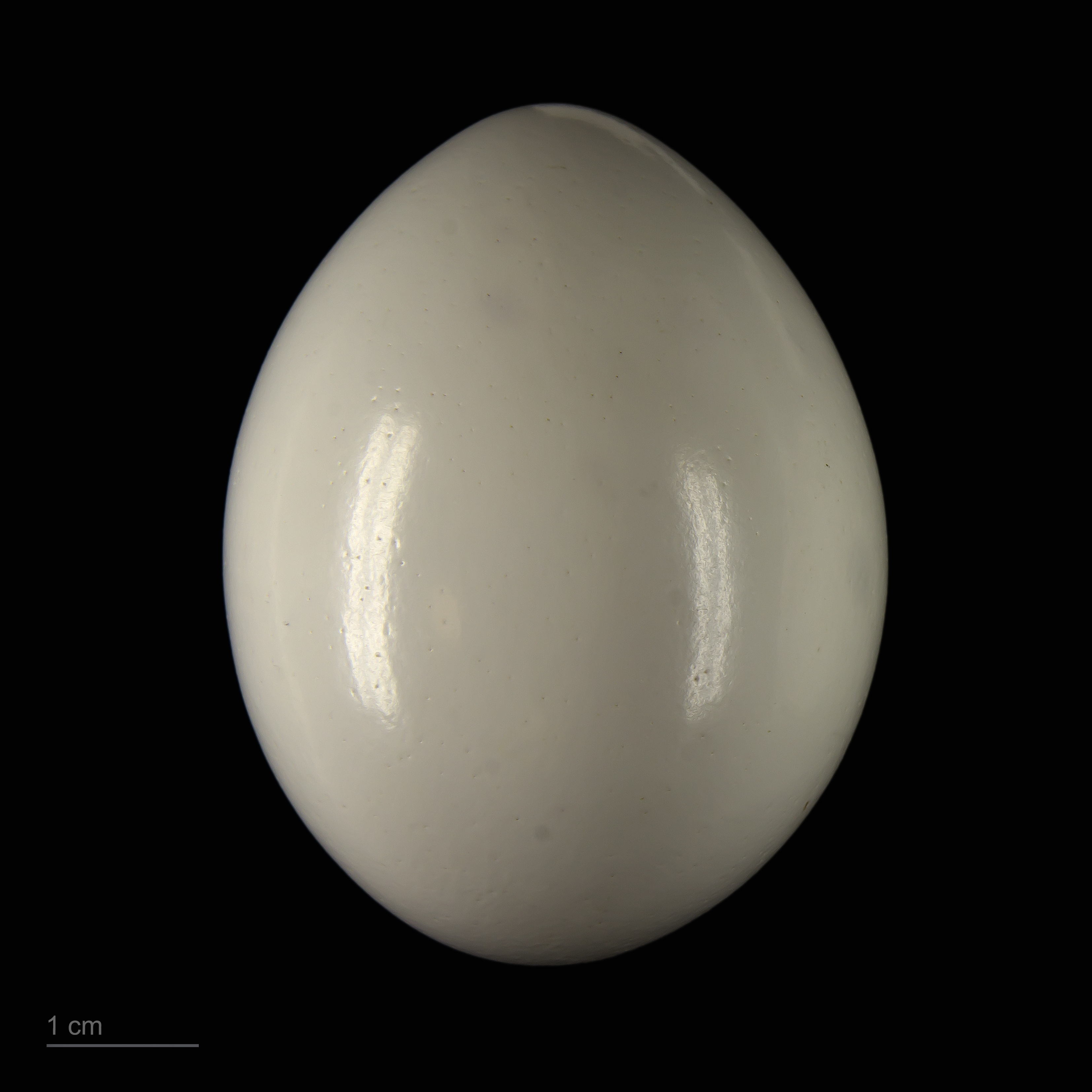
Ara chloropterus

In cattività questi uccelli vivono in media 50-60 anni, sebbene sia stato confermato che un esemplare raggiunse gli 80 e ci siano delle voci riguardanti individui che vissero più di 100 anni.
Si nutre di noci e semi che frantuma con il potente becco. Il becco dell'ara dalle ali verdi può generare una pressione di 2000 psi e può spezzare a metà un manico di scopa.